# Synej
Synej é uma comuna (em albanês:  komuna) da Albânia localizada no distrito de Kavajë, prefeitura de Tirana.